# Camponotus mystaceus
Camponotus mystaceus é uma espécie de inseto do gênero Camponotus, pertencente à família Formicidae.